# Placówka Straży Granicznej I linii „Drożki”

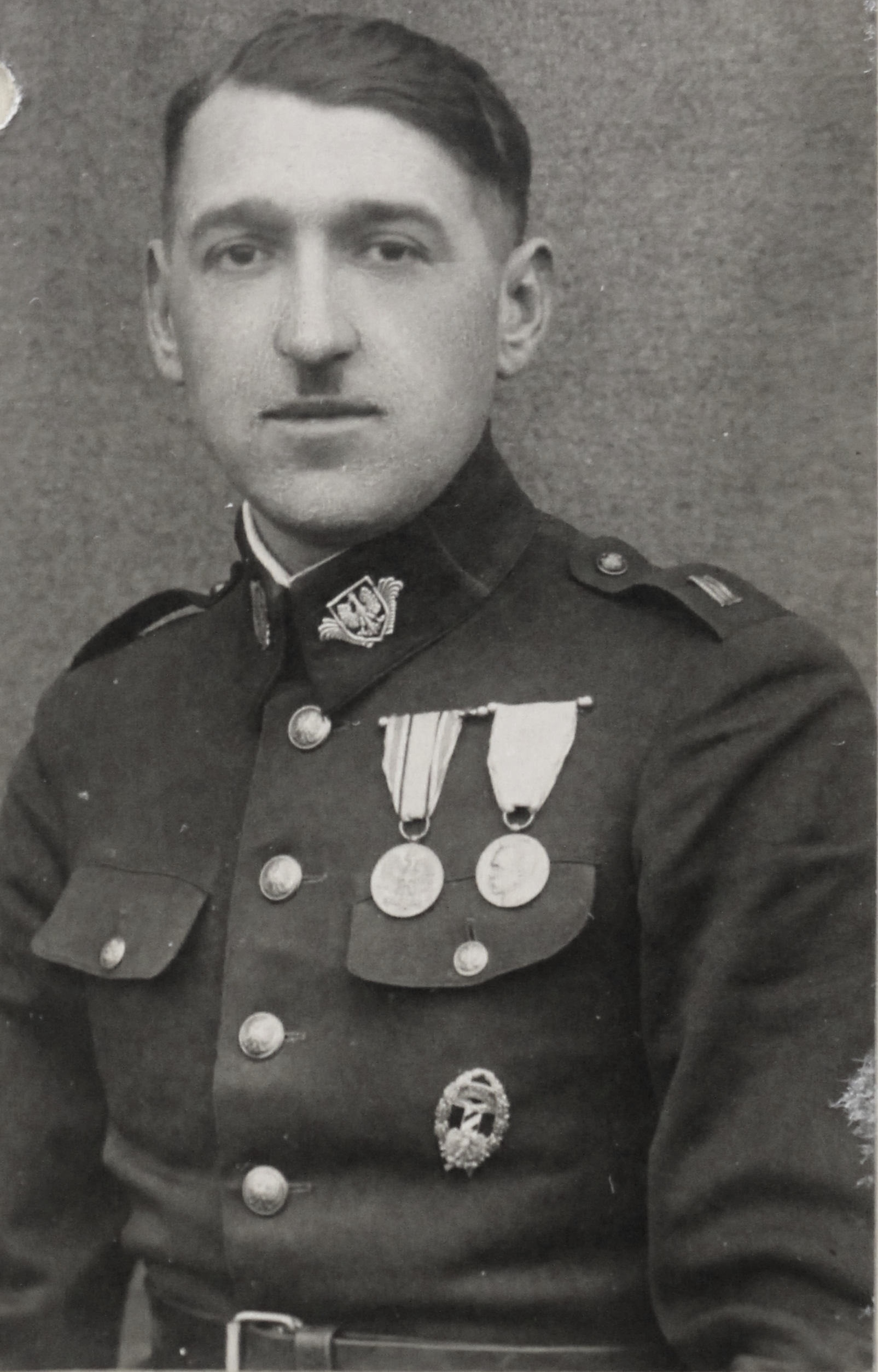
Bernard Wysocki–kierownik placówki

Placówka Straży Granicznej I linii „Drożki” – jednostka organizacyjna Straży Granicznej pełniąca służbę ochronną na granicy polsko-niemieckiej w okresie międzywojennym.

## Geneza
Na wniosek Ministerstwa Skarbu, uchwałą z 10 marca 1920 roku, powołano do życia Straż Celną. Od połowy 1921 roku jednostki Straży Celnej rozpoczęły przejmowanie odcinków granicy od pododdziałów Batalionów Celnych. Proces tworzenia Straży Celnej trwał do końca 1922 roku. 
W 1921 roku na terenie Rychtala stacjonował sztab 4 kompanii 14 batalionu celnego. 4 kompania wystawiła placówkę w Drożkach.
23 października 1921 roku od 14 batalionu celnego ochronę granicy państwowej przejęła Straż Celna. Nowo powstały komisariat SC „Miechów” zorganizował placówkę między innymi w Drożkach. W listopadzie 1922 roku nastąpiła reorganizacja komisariatu SC „Miechów”. Placówka SC „Drożki” odeszła do nowo utworzonego komisariatu SC „Rychtal”. W 1926 roku placówka Straży Celnej „Drożki” była nadal  w podporządkowaniu komisariatu Straży Celnej „Rychtal” z Inspektoratu SC „Ostrów”.

## Formowanie i zmiany organizacyjne
Rozporządzeniem Prezydenta Rzeczypospolitej Polskiej Ignacego Mościckiego z 22 marca 1928 roku, do ochrony północnej, zachodniej i południowej granicy państwa, a w szczególności do ich ochrony celnej, powoływano z dniem 2 kwietnia 1928 roku  Straż Graniczną.
Rozkazem nr 3 z 25 kwietnia 1928 roku w sprawie organizacji Wielkopolskiego Inspektoratu Okręgowego dowódca Straży Granicznej gen. bryg. Stefan Pasławski określił strukturę organizacyjną komisariatu SG „Słupia”. Placówka Straży Granicznej I linii „Drożki” znalazła się w jego strukturze.
15 września 1928 dowódca Straży Granicznej rozkazem nr 7  w sprawie zmian dyslokacji Wielkopolskiego Inspektoratu Okręgowego podpisanym w zastępstwie przez mjr. Wacława Szpilczyńskiego, ustalił organizację nowo powstałego  komisariatu SG „Rychtal”. Placówka weszła w jego skład.

## Służba graniczna
Sąsiednie placówki:
- placówka Straży Granicznej I linii „Zbyczyna” ⇔ placówka Straży Granicznej I linii „Rychtal” − 1928[8]
- placówka Straży Granicznej I linii „Trębaczów” ⇔ placówka Straży Granicznej I linii „Rychtal” − styczeń 1930[10]

## Kierownicy/dowódcy placówki
| stopień    | imię i nazwisko | okres pełnienia służby | kolejne stanowisko |
| ---------- | --------------- | ---------------------- | ------------------ |
| przodownik | Bernard Wysocki | był w 1931             |                    |